# Panna Czinka
Dans le nom hongrois Czinka Panna, le nom de famille précède le prénom, mais cet article utilise l’ordre habituel en français Panna Czinka, où le prénom précède le nom.
Panna Czinka (1711-1772) est une violoniste hongroise.

## Biographie
Née à Sajógömör (aujourd'hui Gemer) d'un père musicien de cour du seigneur Lányi. Déjà son grand-père Barna Mihály avait été compositeur – c'est lui qui avait composé le chant de Rakóczi, que tous les Hongrois adorent, et deux de ses oncles étaient morts avec le héros hongrois dans leur exil en Turquie. Petite, on la hissait sur une table pour la faire jouer du violon.
À l'âge de 15 ans, elle épousa un forgeron-violoncelliste, qu'elle aidait souvent à la forge, et monta un orchestre qu'elle dirigeait elle-même, en uniforme d'homme, comme tous les musiciens. Non seulement son jeu de violon, absolument magique, mais aussi son caractère modeste, sa passion pour la musique, la pureté de son cœur avec tout le monde et sa beauté hors du commun, avec un teint sombre et des cheveux très noirs (qui lui valurent de son vivant bien des sarcasmes racistes), en ont fait un symbole adulé du XVIIIe siècle austro-hongrois. On disait que "son archet emplissait le pays, de la Pologne à l'Adriatique", qu'elle "en tirait des étincelles, qu'elle faisait frissonner même les pierres par la vigueur de son style". Tout le monde l'adorait. 
Le baron de Gömör lui offrit une maison près de la rivière Szabajo mais elle n'y restait que l'hiver. Toute la belle saison, elle parcourait le pays pour jouer aussi bien dans les cours des plus grands nobles qu'avec les bandes de musiciens ambulants qui allaient de village en village avec leurs tentes brunes. On joue encore ses mélodies, surtout "Hanneton, hanneton jaune, peu m'importe combien je vivrai, ce que je veux savoir, c'est quand j'appartiendrai à mon bien-aimé". Elle est morte à 60 ans et on l'a enterrée en uniforme avec son violon, comme elle avait demandé. Son enterrement a été un événement national et de nombreuses poésies lui furent consacrées, surtout en hongrois et en latin. Cent ans après sa mort, l'archiduc Joseph de Habsbourg, empereur, consacra une ode à sa mémoire en allemand. Elle a été le sujet d'un opéra de Kodály.